# Double Mountain (Texas)
Double Mountain is een berg van het type inselberg in Stonewall County in de Amerikaanse staat Texas. Double Mountain is de naam van een paar van afgeplatte buttes die gesitueerd is op 21 kilometer ten zuidwesten van Aspermont. Het Handbook of Texas geeft hoogtes van 610 of 732 meter, terwijl de United States Geological Survey een hoogte geven van 769 meter voor de westelijke berg en tussen 786-792 meter voor de oostelijke berg. Samen vormen de bergen een onderdeel van de hoge gronden die de waterscheiding vormen tussen de Salt Fork en de Double Mountain Fork Brazos River.
De bergen stijgen met een hoogte van 150-250 meter uit boven de omringende vlakte, waarbij de hogere oostelijke top het hoogste punt is van Stonewall County en topografisch het meest prominente punt vormt voor een afstand van 257 kilometer. De dichtstbijzijnde piek die meer prominent in het landschap aanwezig is is Mount Scott in de staat Oklahoma. Als zodanig is de dubbele bergtop een geïsoleerde geografisch element, waarbij de bergen vanaf een grote afstand zichtbaar zijn en zijn voorzien van een indrukwekkend uitzicht vanaf hun toppen.
De prominentie van de toppen is reeds lange tijd een belangrijk regionaal oriëntatiepunt dat minstens als zodanig is aangeduid in 1788 toen Jose Mares een trail opende van San Antonio in Texas naar Santa Fe in New Mexico; daarna waren de bergtoppen mijlpalen "voor iedere westwaarts gaande expeditie en een ontmoetingsplek voor bizonjagers.
Hoewel er geen geplaveide paden direct naar de bergen lopen, zijn de bergtoppen wel bereikbaar via een steile zandweg die naar de top loopt naar de toppen. Op de oostelijke top staat een zendmast.
Op een bepaald moment in de tijd zou hier Comancheleider Quanah Parker en zijn volk op of nabij de bergen geleefd hebben en volgens een bron waren de bergen een heilige plaats voor de Comanches.